# 卫立煌故居
卫立煌故居，位于安徽省合肥市包河区淝河镇卫乡村，曾任中国远征军司令长官的国军将领卫立煌的故居。2005年列为第三批合肥市文物保护单位。2011年开始对卫立煌故居进行修复，至2014年修复竣工。2016年启动布展，2018年完工。2020年卫立煌故居陈列馆正式对外开放。